# The Best of The Ohio Express - Yummy Yummy Yummy
Yummy Yummy Yummy - The Best of The Ohio Express è un album raccolta del gruppo musicale statunitense Ohio Express.

## Tracce
1. Yummy Yummy Yummy
2. Nothing Sweeter Than My Baby
3. Lucky
4. Sweeter Than Sugar
5. Nighttime
6. Chewy Chewy
7. She's Not Comin' Home
8. Gimme Gimme
9. 1, 2, 3, Red Light
10. Down At Lulu's
11. Firebird
12. Sausalito (Is The Place To Go)
13. Pinch Me (Baby, Convince Me)
14. Mercy